# Antonio Sergio Piernas Cárdenas
Antonio Sergio Piernas Cárdenas (nascut el 25 de maig de 1976) és un entrenador de futbol català i actual entrenador de la selecció marroquina sub-17.

## Carrera d'entrenador
Va començar la seva carrera com a entrenador de futbol el 1999 durant sis temporades a la Joventut del Getafe CF i després va fitxar pel Club Atlètic de Madrid durant set temporades, on també va començar a desenvolupar funcions al Departament de Metodologia i Anàlisi.
Entre el 2012 i el 2014 va tenir l'oportunitat de viure la seva primera experiència internacional, primer com a entrenador en cap de la selecció sub-19 de l'Aràbia Saudita durant set mesos, i després com a entrenador assistent de la Primera Equipació Nacional dirigida per Juan Ramón López Caro durant dos anys. Va tenir l'oportunitat de jugar tornejos com la fase de classificació per a la Copa Asiàtica del 2015, la Copa del Golf del 2014 i la Copa Àrab del 2012, acumulant un nombre considerable de partits internacionals.
El 2015 va començar la seva segona etapa a l'Atlètic de Madrid fins al 2017, on va ser Supervisor de Rendiment de l'Acadèmia Juvenil, Director Esportiu del Projecte Wanda, Gerent de Desenvolupament de Rendiment per a jugadors xinesos amb l'objectiu d'integrar-los en equips professionals, Membre del Departament de Metodologia de l'Acadèmia Juvenil i Supervisor de Rendiment de Projectes Internacionals. Alhora, durant la temporada 2015-16 va ser l'analista del primer equip.
El 2016, durant la seva segona etapa a l'Atlètic de Madrid, en un parèntesi de 5 mesos, va tenir l'oportunitat de tenir la seva segona experiència internacional al futbol professional al Club Dalian Yifang de la Xina, primer com a assistent del primer equip i després tancant la temporada com a entrenador principal, sent també el director del Projecte de Desenvolupament per professionalitzar el Club. Un cop acabada la temporada es va incorporar a les seves tasques a l'Atlètic de Madrid.
Després d'acabar la seva segona etapa a l'Atlètic de Madrid, va tornar a l'Aràbia Saudita per incorporar-se al club Ettifaq FC, on a la temporada 2017-18 va treballar com a entrenador a l'equip sub-19, i a l'última part de la temporada per formar part de l'equip professional com a assistent i realitzar funcions de supervisió.
Durant la temporada 2018-19, va ocupar el càrrec d'entrenador principal de l'equip professional d'Ettifaq a la Lliga Professional Saudita, després de començar l'any amb altres tasques. Es va fer càrrec de l'equip des del dia 11 juntament amb el meu cos tècnic.
Després d'aquesta etapa a Aràbia, actualment treballa a la Federació Marroquina de Futbol, on té un nou projecte per millorar el desenvolupament del futbol. Actualment dirigeix la selecció de futbol sub-17 del Marroc.